# Hesh Kestin
Hesh Kestin fue un periodista y novelista estadounidense. Kestin describe sus novelas como "ficción colgada de un marco fuera de lo real". Algo innovador, algo surreal.

## Infancia y educación
Kestin nació en la ciudad de Nueva York. Emigró a Israel en 1970, pero pasó unos años viviendo en Europa como corresponsal extranjero(trabajaba enviando noticias a medios de comunicación de diferentes partes del mundo), más tarde, por la década de 1990 paso a vivir en los Estados Unidos.

## Carrera profesional
Hesh trabajo como periodista para "Newsday", "Forbes" y el "New York Herald Tribune" . En la década de 80s, Kestin fue un corresponsal senior en Europa de la revista Forbes, cubriendo África y Medio Oriente, así como diferentes partes de Europa. Escapó de ser una de las víctimas de los atentados en los aeropuertos de Roma y Viena de 1985 llevados a cabo por la Organización para la Liberación de Palestina en los que, lamentablemente, murieron 19 pasajeros, junto con 4 terroristas de dicha organización, debido a que había estado bebiendo la noche anterior y no se había despertado a tiempo para tomar su vuelo.
En 1988, Kestin fue el fundador y editor de un diario de corta duración en Israel llamado "The Nation", creado como rival en idioma inglés del Jerusalem Post . "The Nation" fue respaldado por inversionistas en Los Ángeles encabezados por David Wilstein . Sin embargo todo acabaría tan solo 7 meses después.
Entre 1992 a 1994, Kestin, ahora residiendo en Remsenburg, Nueva York, se encargó personalmente de las relaciones públicas de la empresa Computer Associates, Nueva York.
En 1998 se convirtió en editor y creador por un corto periodo de tiempo de un "periódico dominical" para aquellos estadounidenses que viven en el extranjero.
Una de las primeras novelas que escribió Kestin fue "The Iron Will of Shoeshine Cats", publicada por Dzanc Books . El escritor Jonathan Evison llama a Shoeshine Cats, en sus propias palabras, "un libro criminalmente subestimado", afirmando que: "me dejó sin aliento con su dominio de los personajes y el suspenso".

## El asedio de Tel Aviv
La novela de Kestin de 2019, "The Siege of Tel Aviv", "El asedio de Tel Aviv"  en español, fue firmada por Dzanc Books, editor de libros y novelas anteriores de Kestin, sin embargo, justo en la fecha de lanzamiento y publicación del libro, el editor anunció que eliminaría todas las copias existentes, cuales que aún no se habían enviado a los libreros debido a las acusaciones y críticas hechas en las redes sociales, medios de comunicación nefastos y por las diferentes personas que no habían leído el libro, los cuales exponian que era racista hacia la c Individuos que publicaban en las redes sociales en respuesta a una copia promocional de publicidad previa a la publicación que decía: "Mientras que EEUU y el Oeste se asentaban, los ejércitos musulmanes, tomando de ejemplo una página del libro de jugadas nazi, se preparan para matar a toda la población", llamó la declaración promocional incendiaria "otra" de los musulmanes.
El libro está escrito por Stephen King. La trama constade una repetición de la guerra de Yom Kippur de 1973 en un futuro no especificado, con la peculiaridad de que esta vez Irán lidera la operación e invasión de Israel por parte de los ejércitos combinados de los estados musulmanes vecinos, y cuando EE. UU. no acude en ayuda de Israel, como hizo en 1973, los judíos de Israel son conducidos a un gueto tipo Tercer Reich en el centro de Tel Aviv, donde esperan su destino incierto para descubrir si serán evacuados o aniquilados. Los críticos del libro llamaron a esta obra "racista hacia los islámicos". Pero Mark Horowitz, escribiendo en Commentary, señala que la destrucción imaginada de Israel por los ejércitos musulmanes es un tropo ficticio popular, citando Here I Am (2016) de Jonathan Safran Foer y The Yiddish Policemen's Union de Michael Chabon de 2007 en el que los judíos Los refugiados se han asentado en Alaska después de que los ejércitos árabes invadieran Israel. Horowitz afirma que "la broma subversiva de la novela es que complace a los enemigos de Israel y toma en serio su retórica idea de aniquilación".
El editor fundador de Dzanc, Steve Gillis, explicó que "nunca fue nuestra intención publicar una novela que muestre a los musulmanes bajo una mala luz, bajo una situación terrible. . . Nuestro verdadero error fue no medir el clima y ver cómo la gente o los medios interpretaban el libro en 2019"
Las librerías y empresas como Amazon o eBay, continuaron vendiendo copias de tapa dura que ya estaban en el inventario, y Kestin publicó el libro él mismo en edición de bolsillo y digital bajo el sello de Shoeshine Press.

## Libros

### No ficción
- 21st Century Management: The Revolutionary Strategies That Have Made Computer Associates a Multibillion-Dollar Software Giant, (1992, Atlantic Monthly Press), un perfil de Computer Associates, la corporación para la que Kestin trabajaría más tarde como especialista en relaciones públicas.[9][18] Kestin escribió el libro después de sentirse intrigado mientras cubría la compañía para Forbes .[19]

### Ficción
- Basado en una historia real (colección de cuentos, 2008, Dzanc Books)[20]
- La voluntad de hierro de los limpiabotas (2009, Dzanc Books)[10][21][22]
- La mentira (2015, Scribner)[1][2][23][24]
- El asedio de Tel Aviv (2019)